# 加古宜士
加古 宜士（かこ よしひと、1937年6月30日 - 2006年12月6日）は、日本の会計学者。専門は財務会計論。商学博士。早稲田大学名誉教授。

## 来歴
愛知県西尾市出身。1956年、愛知県立西尾高等学校卒業。1960年、早稲田大学第一政治経済学部卒業。1966年、早稲田大学大学院商学研究科博士課程満期退学。1982年「物価変動会計論の研究」で商学博士。1966年流通経済大学助手、講師、助教授、教授。1989年筑波大学教授。1997年早稲田大学商学部教授。
早稲田大学大学院会計研究科長、大蔵省企業会計審議会委員、金融庁公認会計士審査会委員、公認会計士第二次試験委員、税理士試験委員、不動産鑑定士第二次試験委員、文部科学省会計分野の専門職大学院に関する検討会主査などを歴任。
日本会計研究学会学会賞、太田賞を受賞。
1988年1月 大蔵省・企業会計審議会委員
2000年1月 大蔵省（2001年1月6日から内閣府金融庁）・公認会計士審査会委員
2000年9月 日本会計研究学会理事
2001年1月 金融庁・金融審議会委員
2002年4月 総務省・公益法人会計基準検討委員会委員（座長）
2003年1月 金融庁・企業会計審議会会長
2005年4月 会計大学院協会理事長，財団法人財務会計基準機構評議員
2005年8月 国際会計研究学会会長

## 人物
早稲田大学名誉教授の新井清光の弟子にあたり（ただし、修士課程は新井の師である佐藤孝一であり、博士課程から新井に師事）、新井とともに企業会計審議会にて各種会計基準の策定の中心的役割を果たしていた。国立大学として初めて筑波大学の経営政策科学研究科に設置された社会人大学院MBAコースの新設に尽力した。また、同時期に筑波大学に併設されていた視覚障害の学校教員の資格を取得できる理療科教員養成コースを筑波技術短期大学として分離する計画に際して、視覚障碍者も鍼灸師や理学療法士だけでなく、一般社会で活躍できる人材を育成すべきだとの考えで、同短期大学の情報処理学科の開設に尽力した（現在の筑波技術大学情報システム学科）。
インターネット上やコンピュータにおける音声対応の基礎をなす人材を多く輩出した。
筑波大学教授就任中から、企業会計審議会会長、公認会計士試験委員などさざまざな要職に就任。新井清光の強い希望により筑波大学を退任し、早稲田大学へ戻った。
以降、我が国における会計分野のトップとして、新たな会計基準の導入などに尽力した。
早稲田大学へ異動した直後の1997年4月から原因不明の病気により入退院を繰り返していたが、周辺の者にも病気であることを告げず、9年間闘病生活を送りながら、審議会や学会、また早稲田の教授として活動した。享年69。

## 著書
- 『物価変動会計論』中央経済社 1981
- 『財務会計概論』中央経済社 1994

### 共編著
- 『リース取引会計基準詳解』新井清光共編著 中央経済社 1994
- 『新検定簿記講義1級会計学 新版』染谷恭次郎,新井清光,岡本清監修 渡部裕亘共編著 中央経済社 2000
- 『新検定簿記講義1-4級商業簿記 新版』染谷恭次郎,新井清光, 岡本清監修 渡部裕亘共編著 中央経済社 2000
- 『新検定簿記ワークブック1級会計学 第3版』渡部裕亘共編著 中央経済社 2001
- 『段階式日商簿記3級商業簿記』穐山幹夫共監修 税務経理協会 2001
- 『最新商業簿記 改正商法対応 3訂版』新井清光,川村義則共著 実教出版 2004
- 『会計全書』金子宏,斎藤静樹共監修 中央経済社 2005
- 『公益法人会計基準の解説』編著 公益法人協会 2005
- 『ファーストステップ簿記を学ぶ』渡部裕亘共編著 中央経済社 2005

### 翻訳
- R.K.ジェディキ, R.T.スプラウス『利益と資金の会計 アカウンティング・フロー』古川栄一監訳 矢沢秀雄共訳 東洋経済新報社 1968
- R.G.シュレーダー, M.W.クラーク, J.M.キャシー『財務会計の理論と応用』大塚宗春共監訳 中央経済社 2004

## 門下生
- Tamara P Athauda (Ph. D, MBA, B Sc., MSLIM, HNDA, DPFM)(現：Professor,Wayamba University of Sri Lanka 筑波大学教授時代の教え子）
- 北原秋一（現：沖縄キリスト教学院大学人文学部特任教授 筑波大学教授時代の教え子）
- 田澤元章（現：明治学院大学 法学部 法律学科教授 筑波大学教授時代の教え子）
- 白田佳子（元：筑波大学ビジネスサイエンス系教授、元日本学術会議会員経営学委員長 筑波大学教授時代の教え子）
- 藤木潤司（現：龍谷大学経営学部教授 早稲田大学大学院商学研究科教授時代の教え子）
- 濱田崇嘉（現：龍谷大学経営学部准教授  早稲田大学大学院商学研究科教授時代の教え子）
- 山下 奨 (現：跡見学園女子大学 マネジメント学部助教）
- 山内暁（現：早稲田大学商学学術院教授 早稲田大学大学院商学研究科教授時代の教え子）